# Herb gminy Drelów
Herb gminy Drelów – jeden z symboli gminy Drelów, ustanowiony 27 czerwca 1996.

## Wygląd i symbolika
Herb przedstawia na tarczy w polu czerwonym wiatrak srebrny na wzgórzu zielonym, między trzema krzyżami: łacińskim, kawalerskim i unickim. Herb odwołuje się do historii gminy oraz Międzyrzecczyzny i do tradycyjnych zajęć mieszkańców.